# خالد ناصر (بازیکن)
خالد ناصر (عربی: خالد ناصر؛ زادهٔ ۱۸ فوریهٔ ۱۹۸۹) یک ورزشکار اهل عربستان سعودی است.
از باشگاه‌هایی که در آن بازی کرده‌است می‌توان به باشگاه فوتبال الشعله عربستان سعودی اشاره کرد.